# Capdepera
Capdepera ist eine der 53 selbständigen Gemeinden der spanischen Baleareninsel Mallorca. Die gleichnamige Kleinstadt ist Verwaltungssitz der Gemeinde in der Region (Comarca) Llevant.
Die Gemeinde Capdepera hatte 2024 eine Einwohnerzahl von 12.860 gemeldeten Bewohnern auf einer Fläche von 54,92 km². Dies entspricht einer Bevölkerungsdichte von 234 Einwohnern pro km². Im Jahr 2006 betrug der Ausländeranteil der Gemeinde 26 % (2.877), der Anteil deutscher Einwohner 14,7 % (1.633).
Die Stadt Capdepera zeichnet sich durch mit Blumen geschmückte Natursteinhäuser und enge Pflastergassen aus. Auf dem 159 Meter hohen Puig de Capdepera nördlich oberhalb des Ortes erhebt sich die Burg aus dem 13. Jahrhundert. Dieses Bauwerk zählt zu den am besten erhaltenen Festungen Mallorcas.

## Geografie

### Geografische Lage
Capdepera ist die nordöstlichste Gemeinde der Region Llevant wie auch der Insel Mallorca. Die Kleinstadt Capdepera liegt etwa in der Mitte des Gemeindegebietes nahe der Küste. Hier endet die Landstraße MA-15 von der Inselhauptstadt Palma über Manacor und Artà. Die Entfernung zu Artá beträgt 6 Kilometer, von Palma ist Capdepera etwa 72 Kilometer entfernt.
Das Gemeindegebiet umfasst die Ebene nordöstlich der Bergketten der Serres de Llevant, einem niederen Gebirge, das vom Cap de Ferrutx im Norden, im Gemeindegebiet von Artà, bis fast nach Santanyí in der Nähe des südlichen Cap de ses Salines reicht. Dabei liegt Capdepera auf dem östlichen Teil der Halbinsel von Artà und grenzt im Norden und Osten ans offene Meer, gegenüber der Nachbarinsel Menorca.

### Nachbargemeinden
Die Gemeinde Capdepera hat nur zwei Nachbargemeinden, mit denen sie bis ins 19. Jahrhundert noch eine Verwaltungseinheit bildete. Dies sind das westlich gelegene Artà und im Südwesten die Gemeinde Son Servera. Die Grenze zu Son Servera besteht aus dem Höhenzug der Serra de Son Jordi mit dem 316 Meter hohen Puig de Son Jordi als höchstem Punkt.
Zur Gemeinde Artà verläuft die Grenze im nördlichen Bereich auf einem Gebirgskamm eines Ausläufers der Serres de Llevant, beginnend an der Nordküste zwischen den Buchten Cala Mesquida und Cala Torta bis hinauf zum 386 Meter hohen Puig des Racó. Danach schließt sich südlich die Ebene zwischen den Städten Capdepera und Artá an, wo die Grenze westlich des nur 128 Meter hohen Puig de na Mateva und teilweise am Bachlauf des Torrent de sa Farinera verläuft.

### Gemeindegliederung

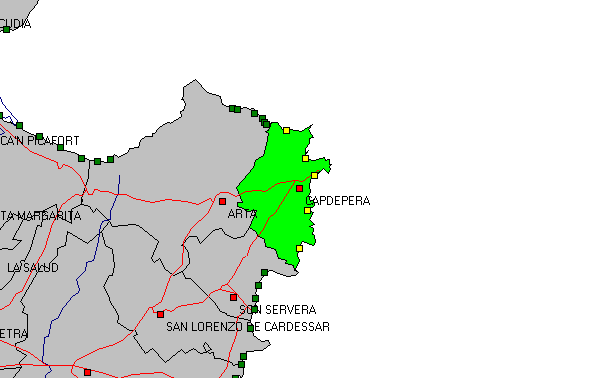
Lage und Straßenverbindung

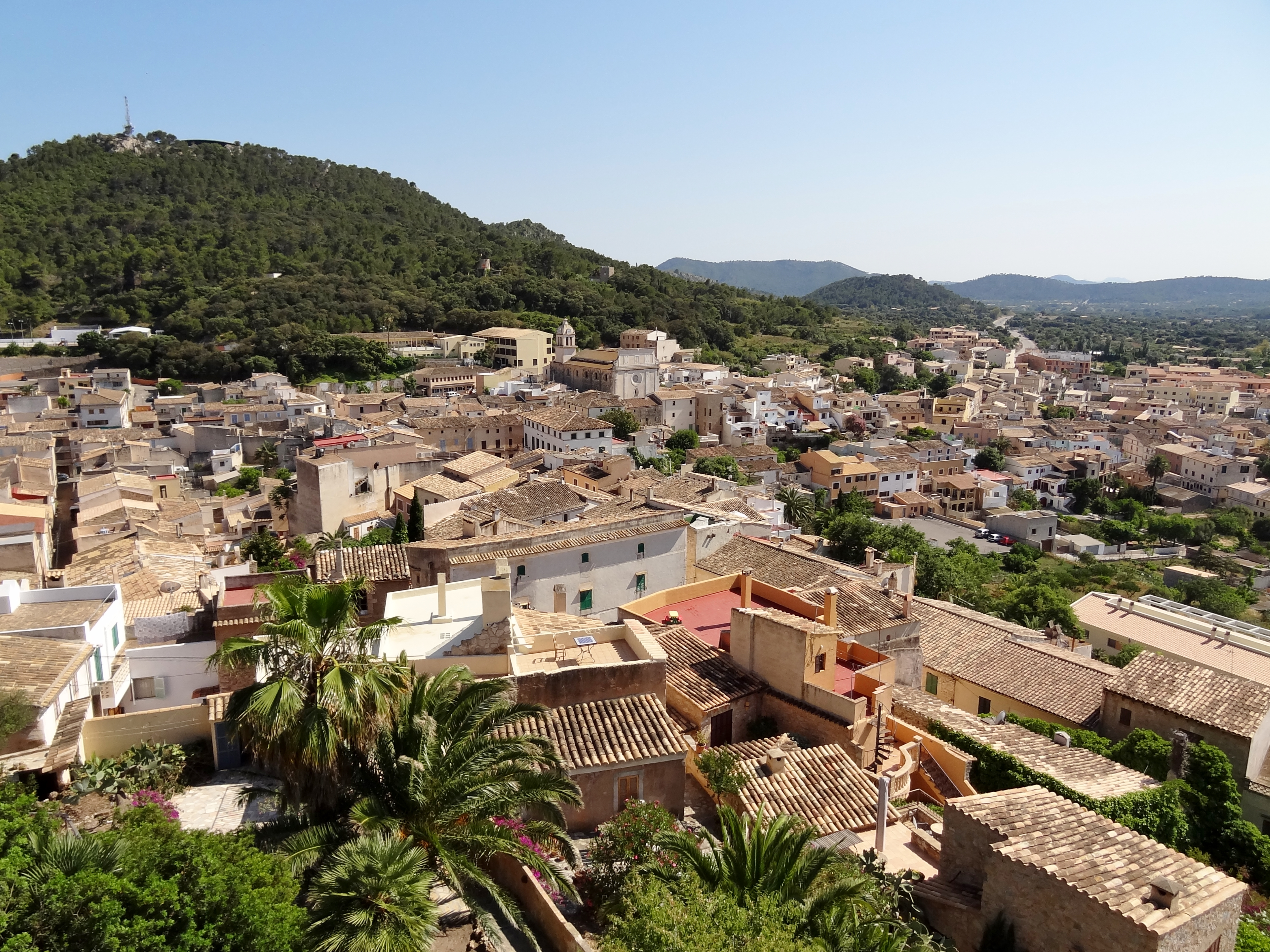
Blick von der Festung auf den Südwesten von Capdepera

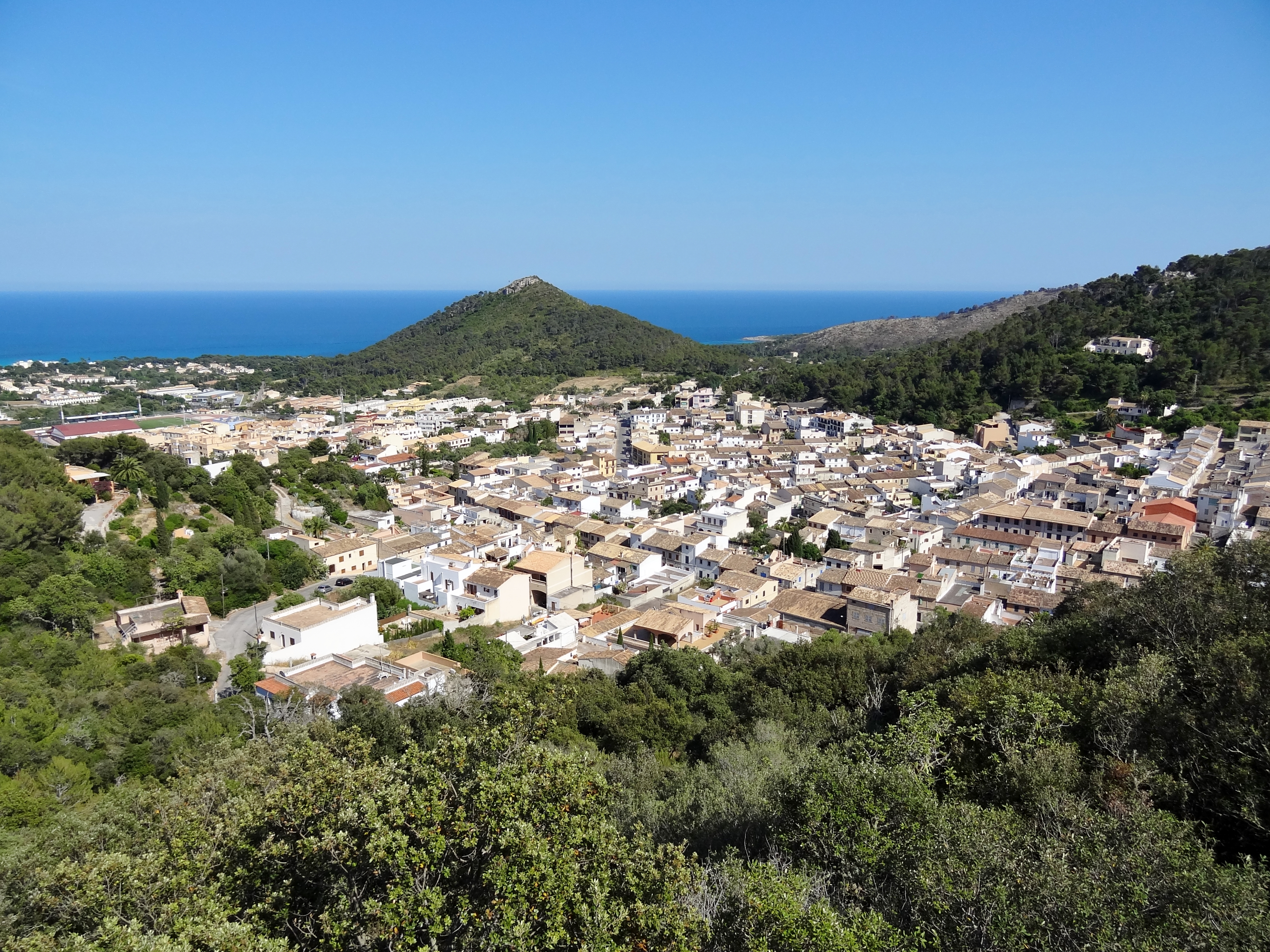
Blick von der Festung nach Südosten zum Puig Saguer

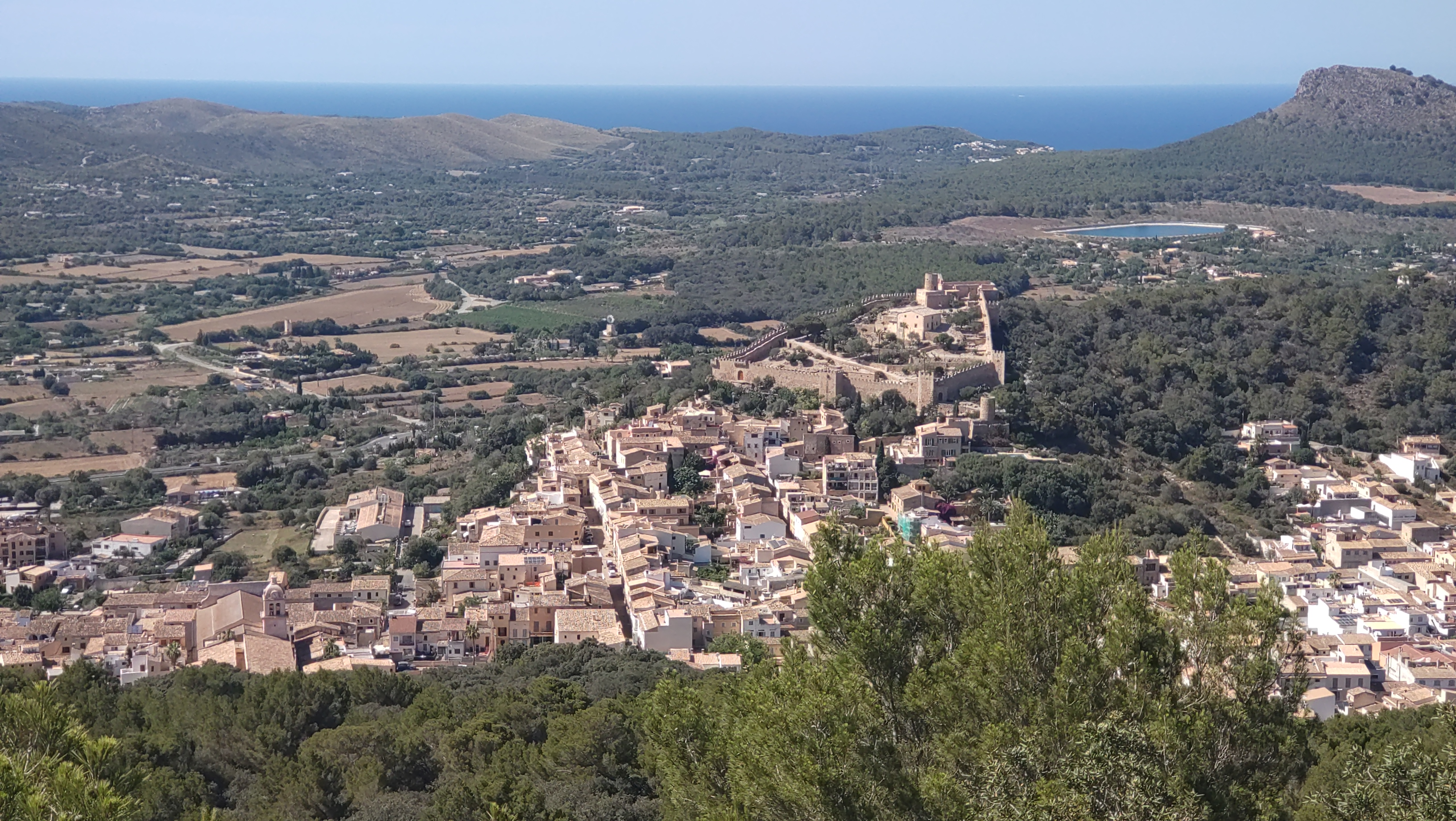
Blick aus Süd auf Capdepera vom Puig de Son Jordi.

Zur Gemeinde Capdepera gehören folgende Orte:
- Cala Rajada (5643 / 6124 Einwohner)
- Capdepera (3135 / 3220 Einwohner)
- Cala Gat (55 / 55 Einwohner)
- Cala Lliteras (696 / 696 Einwohner)
- Cala Mesquida (62 / 62 Einwohner)
- Canyamel (420 / 420 Einwohner)
- Es Carregador (61 / 61 Einwohner)
- Font de sa Cala (252 / 252 Einwohner)
- Pedruscada (214 / 214 Einwohner)
- Provençals (122 / 122 Einwohner)
- Son Moll (220 / 220 Einwohner)

Die Einwohnerzahlen in Klammern stammen vom 1. Januar 2008. Die erste Zahl gibt dabei die Einwohner der geschlossenen Ortschaften an, die zweite Zahl die Einwohner der Orte einschließlich der hinzu zu rechnenden „verstreut“ lebenden Bevölkerung außerhalb der eigentlichen Siedlungen. (Quelle: INE)

### Naturraum
Capdepera liegt in der küstennahen, nordöstlichen Ebene des Llevant, aus denen sich kleinflächige, stark erodierte Bergketten (Serras) erheben, bewachsen mit Strauchheide (garriga) und vereinzelten Kiefern. Der Küstenstreifen von Capdepera weist eine große morphologische Vielfalt auf; es gibt Steilküste, zahlreiche flache Buchten sowie ausgedehnte Sandstrände.
Höchsten Erhebungen der Gemeinde:
| - Puig des Racó, 386 m - Puig de ses Fites, 353 m, - Puig de Son Jordi, 316 m, - Puig Negre de sa Torre, 276 m - Es Telègraf, 271 m - Puig de s’Àguila, 235 m - Puig de sa Cova Negra, 235 m |  | - Puig de Can Cardaix, 224 m - Talaia Nova, 224 m - Puig Negre de s’Heretat, 204 m - Talaia Vella, 186 m - Coll de sa Coma Freda, 174 m - Puig Saguer, 169 m - Puig de Capdepera, 159 m |

### Klima
Die mittleren Niederschläge betragen in diesem Gebiet direkt an der Küste 500–600 mm im Jahr und weiter im Inselinneren 600–800 mm. Die meisten Niederschläge fallen mit ca. 95 mm im Oktober. Die regenärmste Zeit ist im Juni und Juli mit nur ca. 12 bzw. 8 mm pro Monat.

## Geschichte

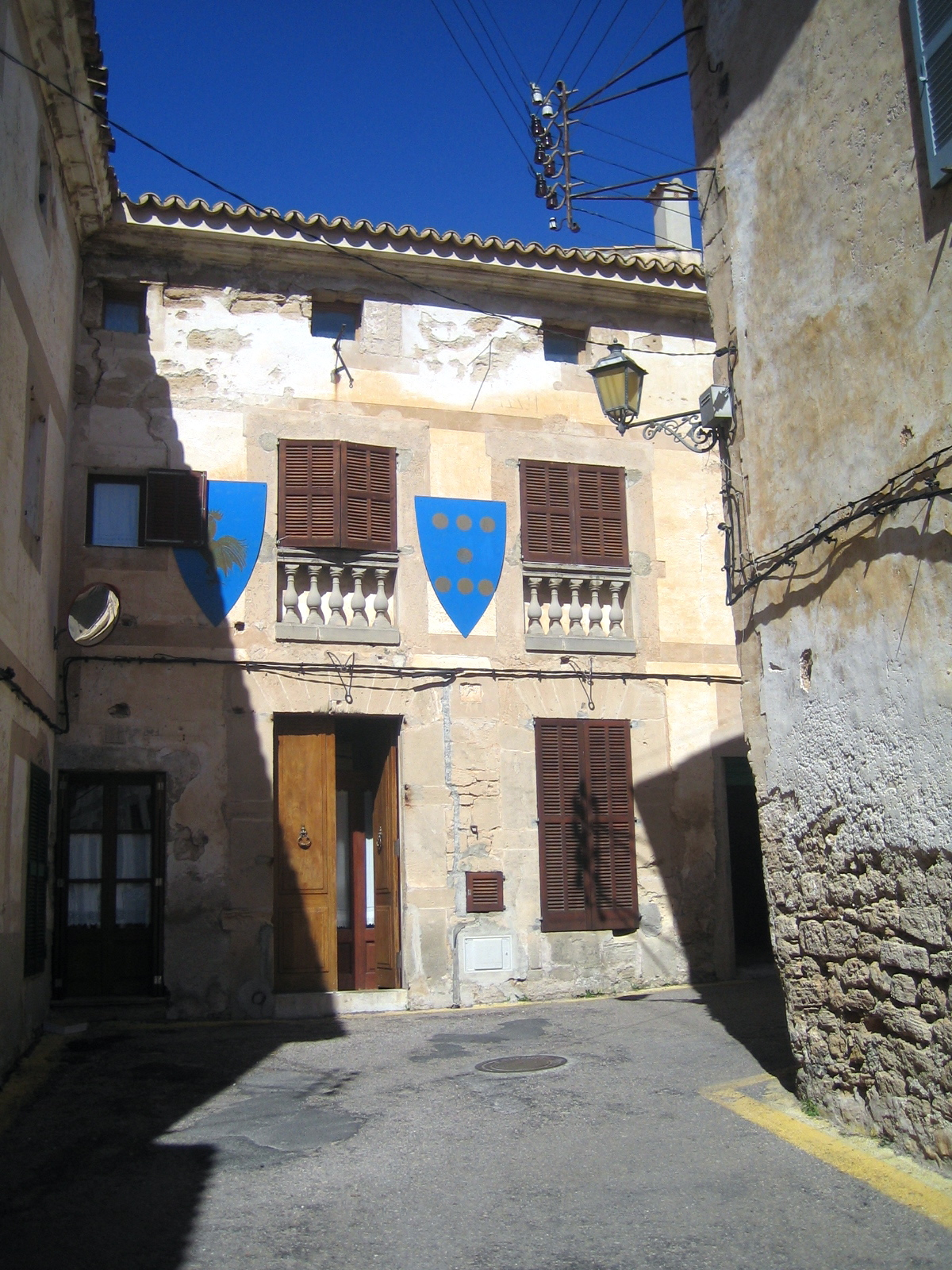
Gasse in Capdepera

Es wird vermutet, dass der Burghügel bereits zur Zeit der Talaiot-Kultur, der balearischen Variante der Bronze- und Eisenzeit, die bei Artà (Ses Païsses) und Canyamel (Es Claper des Gegants) durch Ausgrabungen belegt ist, bewohnt gewesen sein könnte. Römische Navigationskarten verzeichnen an dieser Stelle einen Caput Petrae (‚Felsspitze‘) – aus diesem Begriff soll sich der heutige Name des Orts entwickelt haben. Vor der Eroberung dieses Gebiets durch Jaume I. von Aragón war der zwischen dem 10. und 12. Jahrhundert von den Mauren errichtete Turm Miquel Nunis das einzige Bauwerk, das sich an der Stelle des heutigen Castell de Capdepera befand, bei dem es sich genau genommen um die Schutzmauer der erst später gegründeten Ansiedlung Capdepera handelt. Der Turm Miquel Nunis diente in diesem damals weitgehend unbewohnten Gebiet wohl hauptsächlich als Ausguck, um den Schiffsverkehr im Kanal von Menorca zu beobachten.
Im Juni 1231 hielt sich König Jaume I. mit einer kleinen Truppe von Soldaten am Cap dela pera auf, um durch eine List die Unterwerfung der Muslime von Menorca zu erreichen. Wie die Quellen berichten, täuschten die Christen den Muslimen auf Menorca durch das Anzünden von mehr als 300 Feuern die Anwesenheit einer großen Streitmacht vor. Nachdem dies mehrere Nächte wiederholt worden war, sandten die Muslime Abgesandte zu den Christen, welche ein heute in der Bibliothèque Nationale in Paris aufbewahrtes Friedensabkommen unterzeichneten, in dem sie sich am 17. Juni 1231 in Capdepera vertraglich zum Vasallen Aragóns erklären und diesem Tribute leisten musste, im Gegenzug gewährte Jakob den Inselbewohnern die freie Ausübung der islamischen Religion.
Der Sohn des Eroberers, Jaume II., veranlasste im Jahr 1300 die Gründung des Ortes Capdepera, um die Kontrolle und Verteidigung dieses strategisch nicht unwichtigen Gebiets gewährleisten zu können. Zu diesem Zweck führte er die ca. 200 im Landstrich verstreut lebenden Menschen hier zusammen und ließ die neue Siedlung umfrieden. Die Bauern, die Versorgungsengpässe und Platzmangel befürchteten, folgten dem Aufruf nur schleppend und mussten durch finanzielle Anreize zur Umsiedlung motiviert werden. 1323 wurde unter Jaumes Nachfolger Sanç I. auf dem Hügel eine frühgotische Kapelle erbaut. Die Schutzmauer, deren Bau erst 1386 abgeschlossen war, wurde in den darauffolgenden Jahrhunderten sukzessive verstärkt. Wichtigste Funktion der Anlage war der Schutz der Bevölkerung vor den Angriffen von Piraten.
Als diese Funktion gegen Ende des 17. Jahrhunderts zunehmend obsolet wurde, verließen die Bewohner nach und nach das ummauerte Areal und ließen sich unterhalb des Hügels nieder, wo allmählich die heutige Siedlung entstand. Das Castell de Capdepera war bis 1854 Garnison für eine Dragonereinheit. Im Jahr 1858 wurde Capdepera eine selbstständige Gemeinde, als man den Ort, wie auch Son Servera, verwaltungsmäßig von Artà trennte. Die Besiedlung der Küste um Cala Rajada fand erst in der zweiten Hälfte des 19. Jahrhunderts statt. Im 19. Jahrhundert wurde die außerhalb des Castells gelegene Kirche Sant Bartomeu errichtet. Nach Abzug des Militärs wurde die Festung unter wechselnden Besitzern mehrfach restauriert; seit 1983 gehört sie der Gemeinde Capdepera.

## Bewohner
Die Bewohner von Capdepera nennen sich in der mallorquinischen Heimatsprache gabellins. Ein männlicher Einwohner heißt gabellí, eine einzelne Einwohnerin gabellina. Die Herkunft der Bezeichnung ist unsicher, möglicherweise stammt sie vom arabischen gabīl, was svw. „Bergbewohner“ bedeutet.
| Jahr      | 1842  | 1877  | 1887  | 1900  | 1910  | 1920  | 1930  | 1940  | 1950  | 1960  | 1970  | 1981  | 1991  | 2001  | 2011   |
| --------- | ----- | ----- | ----- | ----- | ----- | ----- | ----- | ----- | ----- | ----- | ----- | ----- | ----- | ----- | ------ |
| Einwohner | 1.447 | 2.374 | 2.613 | 2.735 | 2.900 | 2.933 | 3.022 | 3.156 | 3.004 | 3.013 | 4.456 | 5.593 | 6.164 | 8.239 | 11.858 |

## Kultur und Sehenswürdigkeiten

### Bauwerke

#### Festung Capdepera

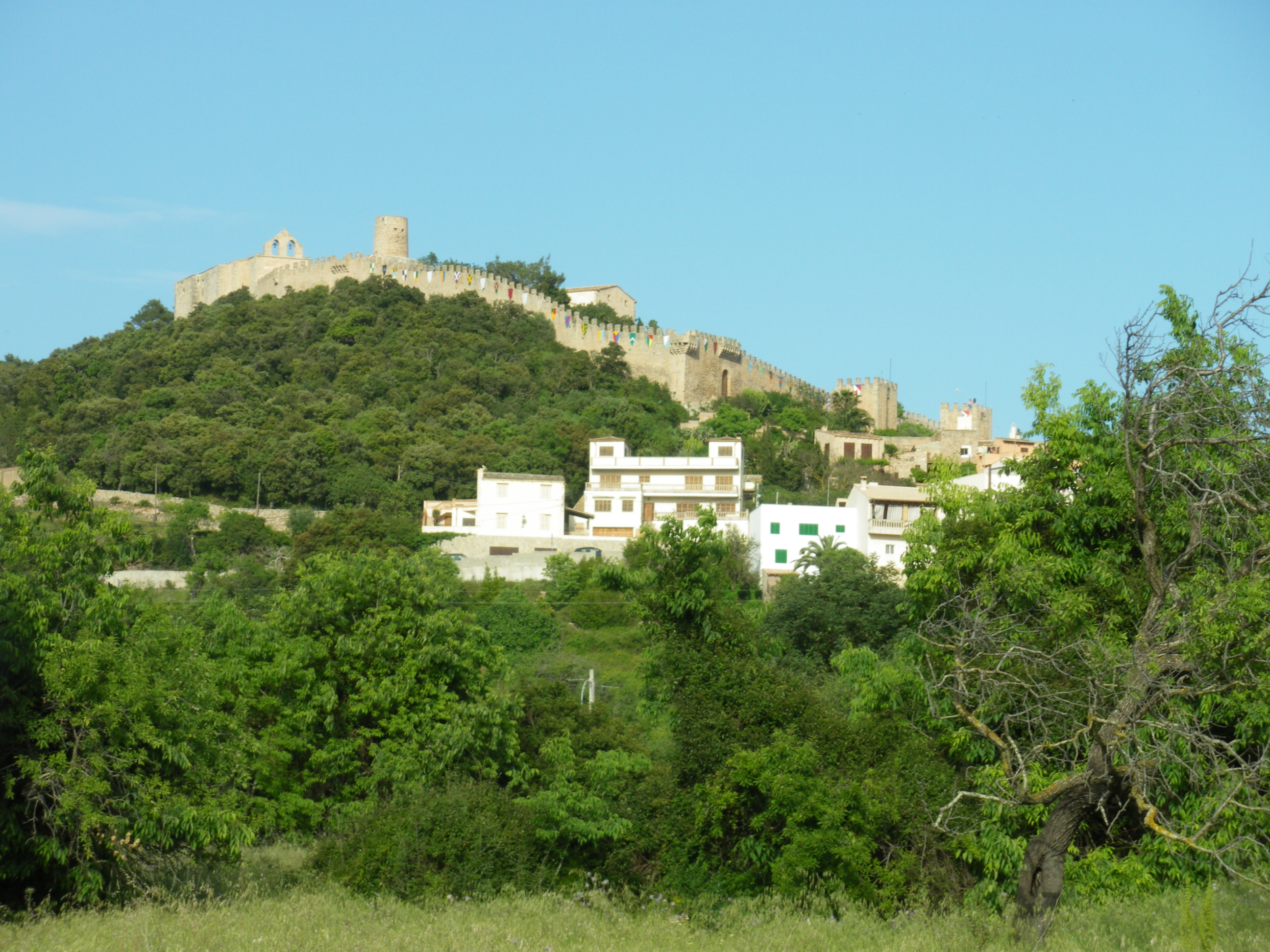
Castell de Capdepera

Kulturhistorische Hauptattraktion der Gegend ist die als Castell de Capdepera bezeichnete ehemalige Stadtmauer von Capdepera. Ihr Grundriss ist dreieckig. Ein massiver Verteidigungsturm steht im Eingangsbereich (Südecke), das Portal stammt aus dem 16. Jahrhundert. Seitlich davon befindet sich ein kleinerer Verteidigungsturm. Von hier aus sind die Festungsmauern komplett begehbar. Die vormals innerhalb der Festung stehenden Wohnhäuser für die Siedler, die unmittelbar an die Mauern gebaut worden waren, sind abgerissen. Das ehemalige Hauptportal in der Westecke ist nach Jaume I. benannt.
In der Nordecke befindet sich am höchsten Punkt der Anlage die Kapelle Nuestra Senyora de la Esperanza, die ursprünglich dem Hl. Petrus gewidmet war und eine gotische Marienstatue beherbergt, über die eine Legende erzählt wird: Als Capdepera am Ende des 14. Jahrhunderts wieder einmal von Piraten angegriffen wurde, holten die Bewohner die Madonna zu Hilfe, indem sie sie aus der Kapelle mitnahmen und auf die Mauern stellten. Danach sollen die Angreifer auf wundersame Weise durch dichten aufsteigenden Nebel vertrieben worden sein. Seitdem heißt die Madonna und ihre Kapelle „Nuestra Senyora de la Esperanza“. Außerdem beherbergt die Kapelle eine Christus-Statue aus Orangenholz, die ins 14. Jahrhundert datiert wird und vormals farbig gefasst war.
Das einst Verteidigungszwecken dienende Dach der Kirche (Schießscharten sind noch erkennbar) dient heute als Aussichtsterrasse auf das Meer hinaus nach den Cales de Capdepera und in die Serres des Llevant.
Die Zisterne auf dem Kirchenvorplatz ist dem 15. Jahrhundert zuzurechnen.
Zentral innerhalb des Kastells steht der Festungsturm Miquel Nunis, dessen quadratisches Untergeschoss noch vom maurischen Vorgängerbau stammt. Aus einer Urkunde Jaumes II. erschließt sich das Jahr 1300 als terminus ante quem. Der Turm war bis ins 19. Jahrhundert aufgrund seiner Funktion als Wachturm doppelt so hoch wie heute.
Südlich angrenzend sind die Residenz des Militärgouverneurs sowie Kasernen aus dem 18. Jahrhundert erhalten.

### Höhlen

#### Coves d’Artà
Die Coves d’Artà befinden sich am Fuße des Cap Vermell 50 Meter über der Küste an einer Meeresbucht östlich des Ortes Canyamel. Der Name Coves d’Artà stammt noch aus der Zeit vor 1858, da Capdepera keine eigenständige Gemeinde war und zusammen mit Son Servera zum Gebiet von Artà gehörte.

### Umgebung / Strände

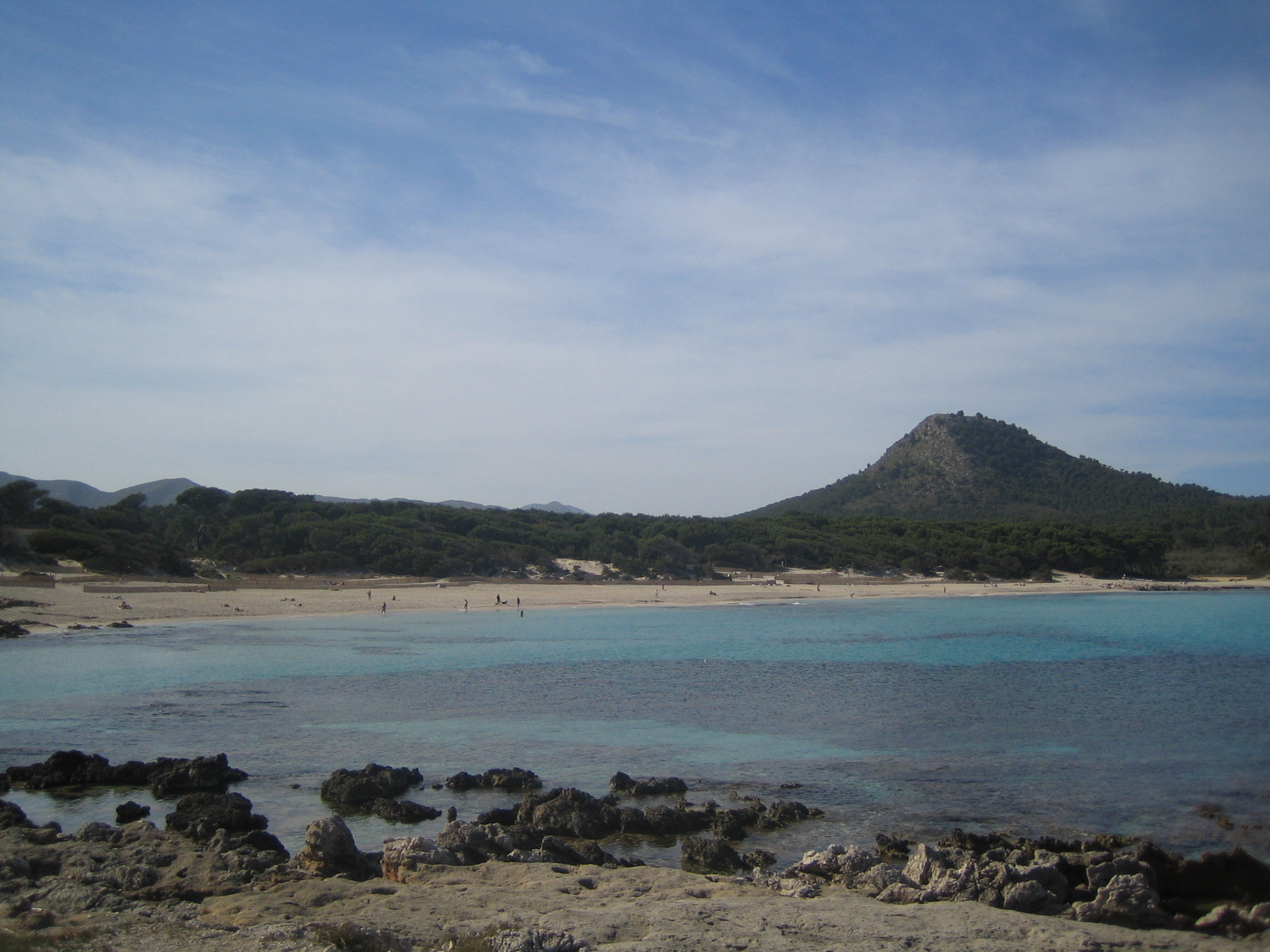
Cala Agulla im März

Unter dem Überbegriff Cales de Capdepera und Playas de Capdepera werden die Orte Cala Rajada, Cala Mesquida, Font de Sa Cala und Canyamel zusammengefasst, die jeweils nur wenige Kilometer von Capdepera entfernt sind und von Touristen lebhaft frequentiert werden.
- Am Ortsausgang nach Norden, Richtung Cala Mesquida mit ausgedehnten hohen Dünen, findet man eine Landschaft voller wilder Oliven, Zwergpalmen und Mastix-Sträuchern, in denen Nachtigallen, Zaunkönige und Rotkehlchen nisten. Die Cala Agulla (Cala Guyá) und die Cala Moltó sind naturgeschützt mit von Kiefern gesäumten Dünen.
- Im Osten liegt der touristisch stark frequentierte Ort Cala Rajada und östlich davon die zerklüftete Halbinsel Punta de Capdepera mit dem Leuchtturm Far de Capdepera.
- Die Cala Son Moll liegt in kurzer Distanz zum Zentrum Cala Rajadas. Der Strand ist zwar recht klein und im Sommer überlaufen, ist aber überwacht, verkehrstechnisch gut angebunden und mit infrastrukturellen Einrichtungen (Duschanlagen, Telefonkabinen, Rettungs- und Unfallstation, Verleihstation für Sonnenschirme und -liegen sowie Restaurants) versehen.
- Der Küstenabschnitt im Süden führt zur Sa Font de sa Cala und leitet zur Region Canyamel mit breiten Sandstränden über.

### Golf

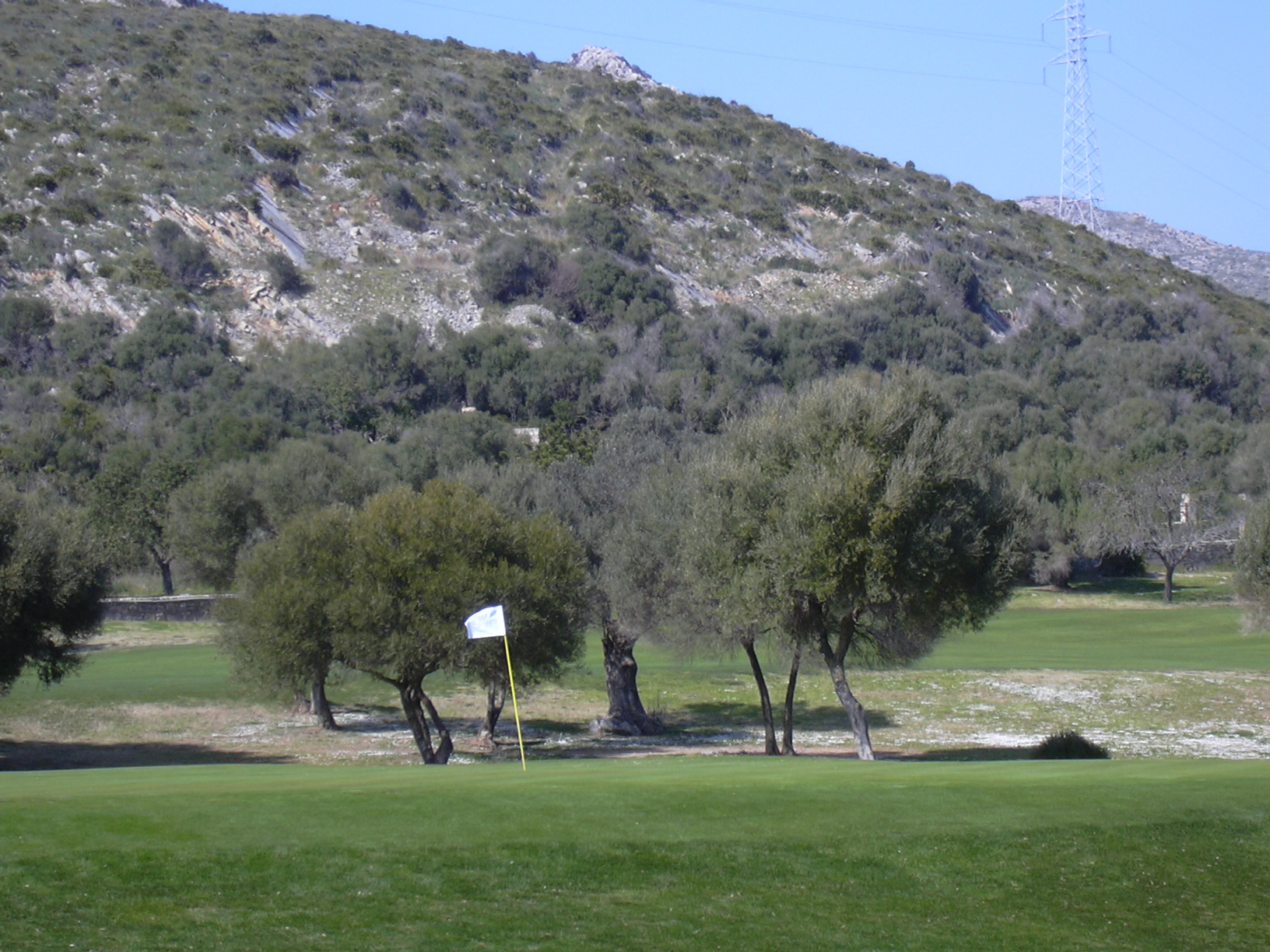
Golfplatz Capdepera: Grün 7

Sechs Kilometer westlich von Capdepera liegt ein von Dan Maples, einem Golfplatzarchitekt aus North Carolina, Anfang der 1990er Jahre gebauter 18-Loch-Platz („Roca viva“ oder „Golf Capdepera“) mit teilweise abschüssig an den Felshängen der Serra, teilweise eben zwischen Olivenbäumen, Palmen und Teichen verlaufenden Fairways und Clubhaus im Finca-Stil.
Weitere Golfplätze der Region Llevant befinden sich bei Canyamel und Son Servera.

### Feste
- Am 17. Januar wird in Capdepera Sant Antoni gefeiert, ein Fest mit dem heiligen Antonio und dem Teufel. Am 16., dem Tag davor, feiert man das traditionelle Treffen der Teufel. Am 17., dem heiligen Tag, wird das „beneïdes“ gefeiert. Dabei wird viel Musik gespielt. Es handelt sich um eines der glanzvollsten Ereignisse des Jahres.
- Cala Rajada: Am 20. Januar wird in Cala Rajada Sant Sebastian gefeiert, das gleiche wie in Capdepera das Sant Antoni Fest, also auch mit Teufeln die durch die Stadt gehen.
- Alljährlich am dritten Wochenende im Mai findet in Capdepera der Mercat Medieval, ein mittelalterlicher Handwerkermarkt mit Straßenumzügen und musikalischen Darbietungen statt. Es gibt diese Tradition seit dem Jahr 2000, als sie zur 700-Jahr-Feier der Festung eingeführt wurde. Er wird in der Nähe der Burg abgehalten. In Ständen kann man typische Produkte finden, von typischem Essen bis Produkten aus dem Kunsthandwerk, der Musik, Spiele etc.[6]
- Capdepera Mare de Déu del Carme vom 10. bis 16. Juli, Fest der Schutzheiligen der Fischer, mit einer einmaligen Prozession der Fischerboote auf See. Es wird eine traditionelle Messe abgehalten, die in eine von Musik begleitete Prozession führt.
- Die Feste des San Roque am 16. August und des San Bartolomeo am 24. August sind zwei Feste, wegen denen Aktivitäten für die ganze Bevölkerung veranstaltet werden. Da die Feste so nah beieinander liegen, werden sie zusammen gefeiert. Somit steht beinahe der ganze August in ihrem Namen.
- Der Esperanza, Patronin von Capdepera, wird am 18. Dezember gedacht. Es handelt sich um eine hoch verehrte Heilige, die einer Legende zufolge die alten Bewohner der Burg vor Piraten gerettet hat. Jedes Jahr wird ihr im Fest „La Esperanza“ gedacht.

### Märkte
- Capdepera: traditioneller Markt jeden Mittwoch auf der „Plaça Orient“ und in den Straßen „Carrer del Castellet“ und „Carrer Camamil“[3]
- Cala Ratjada: traditioneller Markt jeden Samstag auf der „Plaça dels Pins“[3]
- Jährlicher Mittelaltermarkt am dritten Maiwochenende[3]

## Wirtschaft und Infrastruktur

### Bildung
Laut Gemeindestatistik hat ein größerer Anteil der Bevölkerung der Gemarkung Capdepera überhaupt keine Schulbildung (ca. 800 Personen), ca. 80 Einwohner sind sogar Analphabeten. Grundschulbildung hatten 2300 Personen, 1000 Personen besaßen laut Zählung die Mittlere Reife. 240 Personen hatten eine abgeschlossene Berufsausbildung, 350 Abitur und 300 einen Hochschulabschluss.

## Persönlichkeiten
- Antoni Prats Servera, spanischer Fußballspieler (* 1971) wurde in Capdepera geboren.
- Gustavo, spanischer Maler, lebt und arbeitet auf einem Landsitz bei Capdepera.
- Sebastià Ferrer Sancho „Cofeta“, im 19. Jahrhundert einer der reichsten und mächtigsten Männer der Stadt.[7]

## Sonstiges

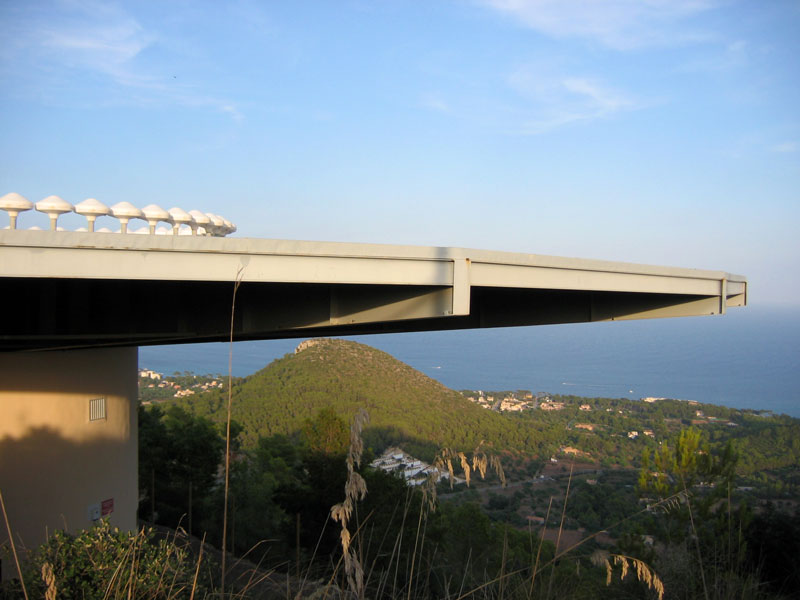
VOR/DME (UKW-Drehfunkfeuer) bei Capdepera

Auf dem Puig de Son Jordi wurde in Capdepera das sogenannte VOR/DME-Funkfeuer (engl. Umgangssprache der Piloten: Navaid genannt) errichtet. Es wird zur Funknavigation in der Luftfahrt genutzt. Die Antenne in Form eines flachen runden Tellers ist für den Laien sehr gut sichtbar und wird oft mit einer Aussichtsplattform und Rundsichtrestaurant verwechselt.